# Michele Bertinelli
Michele Bertinelli (Bologna, 12 gennaio 1973) è un ex cestista italiano.